# FA WSL 2020-21
La FA WSL 2020-21 (también conocida como Barclays FA Women's Super League por motivos de patrocinio) es la décima temporada de la FA Women's Super League, máxima división de fútbol femenino en Inglaterra. En ella participan 12 equipos y, por primera vez, los tres primeros en la tabla, se clasifican para la Liga de Campeones Femenina de la UEFA.
El Chelsea se proclamó campeón el 9 de mayo de 2021.

## Equipos
| Equipo                 | Ubicación            | Estadio              | Capacidad | temporada 2019-20    |
| ---------------------- | -------------------- | -------------------- | --------- | -------------------- |
| Arsenal                | Borehamwood          | Meadow Park          | 4.502     | 3º                   |
| Aston Villa            | Walsall              | Bescot Stadium       | 11.000    | Segunda División, 1º |
| Birmingham City        | Solihull             | Damson Park          | 3.050     | 11º                  |
| Brighton & Hove Albion | Crawley              | Broadfield Stadium   | 6.134     | 9º                   |
| Bristol City           | Bath                 | Twerton Park         | 3.528     | 10º                  |
| Chelsea                | Kingston upon Thames | Kingsmeadow          | 4.850     | 1º                   |
| Everton                | Liverpool            | Walton Hall Park     |           | 6º                   |
| Manchester City        | Mánchester           | Academy Stadium      | 7.000     | 2º                   |
| Manchester United      | Mánchester           | Leigh Sports Village | 12.000    | 4º                   |
| Reading                | Reading              | Madejski Stadium     | 24.161    | 5º                   |
| Tottenham Hotspur      | Canons Park          | The Hive Stadium     | 6.500     | 7º                   |
| West Ham United        | Dagenham             | Victoria Road        | 6.078     | 8º                   |

### Personal y equipación
Actualizado el 19 de noviembre de 2020
| Equipo                 | Entrenador/a            | Capitana           | Fabricante de la equipación | Patrocinador de la equipación |
| ---------------------- | ----------------------- | ------------------ | --------------------------- | ----------------------------- |
| Arsenal                | Joe Montemurro          | Kim Little         | Adidas                      | Fly Emirates                  |
| Aston Villa            | Gemma Davies            | Marisa Ewers       | Kappa                       | Cazoo                         |
| Birmingham City        | Carla Ward              | Vacante            | Adidas                      | Maple from Canada             |
| Brighton & Hove Albion | Hope Powell             | Danielle Buet      | Nike                        | American Express              |
| Bristol City           | Tanya Oxtoby            | Jasmine Matthews   | Hummel                      | Yeo Valley                    |
| Chelsea                | Emma Hayes              | Magdalena Eriksson | Nike                        | Three                         |
| Everton                | Willie Kirk             | Danielle Turner    | Hummel                      | SportPesa                     |
| Manchester City        | Gareth Taylor           | Steph Houghton     | Puma                        | Etihad Airways                |
| Manchester United      | Casey Stoney            | Katie Zelem        | Adidas                      | Chevrolet                     |
| Reading                | Kelly Chambers          | Natasha Harding    | Macron                      | YLD                           |
| Tottenham Hotspur      | Karen Hills Juan Amoros | Josie Green        | Nike                        | AIA                           |
| West Ham United        | Matt Beard              | Gilly Flaherty     | Umbro                       | Betway                        |

### Cambios de entrenador
| Equipo            | Antiguo/a entrenador/a         | Causa de salida             | Fecha de salida         | Posición en la clasificación | Nuevo/a entrenador/a     | Fecha de nombramiento   |
| ----------------- | ------------------------------ | --------------------------- | ----------------------- | ---------------------------- | ------------------------ | ----------------------- |
| Manchester City   | Alan Mahon                     | Fin del período provisional | 2 de febrero de 2020    | Pretemporada                 | Gareth Taylor            | 28 de mayo de 2020      |
| Birmingham City   | Charlie Baxter                 | Fin del período provisional | 3 de marzo de 2020      | Pretemporada                 | Carla Ward               | 13 de agosto de 2020    |
| West Ham United   | Matt Beard                     | Acuerdo mutuo               | 19 de noviembre de 2020 | 9º                           | Billy Stewart (interim)  | 19 de noviembre de 2020 |
| Tottenham Hotspur | Karen Hills Juan Carlos Amoros | Despido                     | 19 de noviembre de 2020 | 11º                          | Rehanne Skinner          | 19 de noviembre de 2020 |
| West Ham United   | Billy Stewart (interino)       | Fin del período provisional | 23 de diciembre de 2020 | 10º                          | Olli Harder              | 23 de diciembre de 2020 |
| Bristol City      | Tanya Oxtoby                   | Baja de maternidad          | 15 de enero de 2021     | 12º                          | Matt Beard (interino)    | 15 de enero de 2021     |
| Aston Villa       | Gemma Davies                   |                             | 25 de enero de 2021     | 11º                          | Marcus Bignot (interino) | 25 de enero de 2021     |

## Clasificación
| Pos. | Equipo                 | Pts. | PJ | G  | E | P  | GF | GC | Dif. | Clasificación                          |
| ---- | ---------------------- | ---- | -- | -- | - | -- | -- | -- | ---- | -------------------------------------- |
| 1    | Chelsea (C)            | 57   | 22 | 18 | 3 | 1  | 69 | 10 | +59  | Clasificados para la Liga de campeones |
| 2    | Manchester City        | 55   | 22 | 17 | 4 | 1  | 65 | 13 | +52  | Clasificados para la Liga de campeones |
| 3    | Arsenal                | 48   | 22 | 15 | 3 | 4  | 63 | 15 | +48  | Clasificados para la Liga de Campeones |
| 4    | Manchester United      | 47   | 22 | 15 | 2 | 5  | 44 | 20 | +24  |                                        |
| 5    | Everton                | 32   | 22 | 9  | 5 | 8  | 39 | 30 | +9   |                                        |
| 6    | Brighton & Hove Albion | 27   | 22 | 8  | 3 | 11 | 21 | 41 | −20  |                                        |
| 7    | Reading                | 24   | 22 | 5  | 9 | 8  | 25 | 41 | −16  |                                        |
| 8    | Tottenham Hotspur      | 20   | 22 | 5  | 5 | 12 | 18 | 41 | −23  |                                        |
| 9    | West Ham United        | 15   | 22 | 3  | 6 | 13 | 21 | 39 | −18  |                                        |
| 10   | Aston Villa            | 15   | 22 | 3  | 6 | 13 | 15 | 47 | −32  |                                        |
| 11   | Birmingham City        | 15   | 22 | 3  | 6 | 13 | 15 | 44 | −29  |                                        |
| 12   | Bristol City           | 12   | 22 | 2  | 6 | 14 | 18 | 72 | −54  | Descenso a la Championship             |

 Fuente: FA WSL
Criterios de clasificación: 1) Puntos; 2) Diferencia de goles; 3) Número de goles marcados.

## Resultados
| Local \ Visitante      | ARS | ASV | BIR | BHA | BRI | CHE | EVE | MCI | MNU | REA | TOT | WHU |
| ---------------------- | --- | --- | --- | --- | --- | --- | --- | --- | --- | --- | --- | --- |
| Arsenal                | —   | 0–0 | 3–0 | 2–0 | 3–1 | 1–1 | 4–0 | 1–2 | 2–0 | 6–1 | 6–1 | 2–0 |
| Aston Villa            | 0–4 | —   | 0–1 | 0–2 | 2–2 | 0–4 | 0–6 | 0–2 | 0–2 | 2–2 | 1–0 | 0–0 |
| Birmingham City        | 0–4 | 1–1 | —   | 0–0 | 1–1 | 0–1 | 0–4 | 0–4 | 2–5 | 1–1 | 0–1 | 1–2 |
| Brighton & Hove Albion | 0–5 | 0–2 | 2–0 | —   | 3–1 | 0–1 | 0–5 | 1–7 | 1–0 | 1–3 | 2–0 | 1–0 |
| Bristol City           | 0–4 | 0–4 | 0–4 | 3–0 | —   | 0–5 | 0–4 | 0–3 | 0–1 | 3–2 | 2–2 | 0–4 |
| Chelsea                | 3–0 | 2–0 | 6–0 | 1–2 | 9–0 | —   | 4–0 | 3–1 | 2–1 | 5–0 | 4–0 | 3–2 |
| Everton                | 1–2 | 3–1 | 1–1 | 2–2 | 4–0 | 0–3 | —   | 0–3 | 0–2 | 1–1 | 1–0 | 3–1 |
| Manchester City        | 2–1 | 7–0 | 4–0 | 0–0 | 8–1 | 2–2 | 1–0 | —   | 3–0 | 1–0 | 4–1 | 4–0 |
| Manchester United      | 1–0 | 3–0 | 2–0 | 3–0 | 6–1 | 1–1 | 2–0 | 2–2 | —   | 0–2 | 4–1 | 2–0 |
| Reading                | 1–1 | 3–1 | 0–1 | 3–2 | 1–1 | 0–5 | 1–1 | 1–1 | 1–2 | —   | 0–0 | 0–5 |
| Tottenham Hotspur      | 0–3 | 3–1 | H-W | 3–1 | 1–1 | 0–2 | 2–3 | 0–3 | 0–1 | 1–1 | —   | 1–1 |
| West Ham United        | 1–9 | 0–0 | 2–2 | 0–1 | 1–1 | 0–2 | 0–0 | 0–1 | 2–4 | 0–1 | 0–1 | —   |

1. ↑  Los tres puntos del partido fueron otorgados al Tottenham debido a que el Birmingham no pudo jugar el partido.

## Estadísticas

### Máximas goleadoras
| Puesto | Jugadora         | Club                   | Goles |
| ------ | ---------------- | ---------------------- | ----- |
| 1      | Sam Kerr         | Chelsea                | 21    |
| 2      | Vivianne Miedema | Arsenal                | 18    |
| 3      | Fran Kirby       | Chelsea                | 16    |
| 4      | Caitlin Foord    | Arsenal                | 10    |
| 4      | Ellen White      | Manchester City        | 10    |
| 4      | Chloe Kelly      | Manchester City        | 10    |
| 7      | Pernille Harder  | Chelsea                | 9     |
| 7      | Ella Toone       | Manchester United      | 9     |
| 9      | Caroline Weir    | Manchester City        | 8     |
| 9      | Inessa Kaagman   | Brighton & Hove Albion | 8     |

### Máximas asistencias
| Puesto | Jugadora          | Club              | Asistencias |
| ------ | ----------------- | ----------------- | ----------- |
| 1      | Katie McCabe      | Arsenal           | 11          |
| 1      | Chloe Kelly       | Manchester City   | 11          |
| 1      | Fran Kirby        | Chelsea           | 11          |
| 4      | Beth Mead         | Arsenal           | 8           |
| 4      | Bethany England   | Chelsea           | 8           |
| 6      | Lauren Hemp       | Manchester City   | 8           |
| 7      | Sam Kerr          | Chelsea           | 7           |
| 8      | Erin Cuthbert     | Chelsea           | 6           |
| 8      | Izzy Christiansen | Everton           | 6           |
| 10     | Caitlin Foord     | Arsenal           | 5           |
| 10     | Hayley Ladd       | Manchester United | 5           |
| 10     | Lucy Bronze       | Manchester City   | 5           |
| 10     | Vivianne Miedema  | Arsenal           | 5           |
| 10     | Ellen White       | Manchester City   | 5           |
| 10     | Ella Toone        | Manchester United | 5           |

### Más vallas invictas
| Puesto | Jugadora           | Club                   | Vallas invictas |
| ------ | ------------------ | ---------------------- | --------------- |
| 1      | Ann-Katrin Berger  | Chelsea                | 9               |
| 2      | Ellie Roebuck      | Manchester City        | 11              |
| 3      | Mary Earps         | Manchester United      | 10              |
| 4      | Lydia Williams     | Arsenal                | 7               |
| 5      | Megan Walsh        | Brighton & Hove Albion | 6               |
| 5      | Sandy MacIver      | Everton                | 6               |
| 5      | Lisa Weiß          | Aston Villa            | 6               |
| 8      | Hannah Hampton     | Birmingham City        | 4               |
| 8      | Manuela Zinsberger | Arsenal                | 4               |
| 10     | Courtney Brosnan   | West Ham United        | 3               |
| 10     | Grace Moloney      | Reading                | 3               |

## Premios

### Premios mensuales
| Mes        | Entrenador/a del Mes | Entrenador/a del Mes   | Jugadora del Mes | Jugadora del Mes  | Ref.   |
| Mes        | Entrenador/a         | Club                   | Jugadora         | Club              | Ref.   |
| ---------- | -------------------- | ---------------------- | ---------------- | ----------------- | ------ |
| Septiembre | Hope Powell          | Brighton & Hove Albion | Jill Roord       | Arsenal           | [ 11 ] |
| Octubre    | Carla Ward           | Birmingham City        | Vivianne Miedema | Arsenal           | [ 12 ] |
| Noviembre  | Casey Stoney         | Manchester United      | Tobin Heath      | Manchester United | [ 13 ] |
| Diciembre  | Casey Stoney         | Manchester United      | Leah Galton      | Manchester United | [ 14 ] |
| Enero      | Emma Hayes           | Chelsea                | Fran Kirby       | Chelsea           | [ 15 ] |
| Febrero    | Hope Powell          | Brighton & Hove Albion | Lucy Bronze      | Manchester City   | [ 16 ] |
| Marzo      | Joe Montemurro       | Arsenal                | Lotte Wubben-Moy | Arsenal           | [ 17 ] |
| Abril      | Joe Montemurro       | Arsenal                | Sam Kerr         | Chelsea           |        |